# 埃斯坦蘇埃拉
埃斯坦蘇埃拉是危地馬拉的城鎮，由薩卡帕省負責管轄，面積92.4平方公里，海拔高度195米，鎮上有考古學博物館，人口11,140，人口密度每平方公里120.56人。
15°00′00″N 89°34′00″W / 15°N 89.5667°W